# Tara Calico
Tara Leigh Calico (née le 28 février 1969) est une jeune étudiante morte près de chez elle Belen, au Nouveau-Mexique, le 20 septembre 1988.
Le cas de Tara Calico a reçu une large couverture médiatique dans des programmes télévisés tels que A Current Affair (en), Unsolved Mysteries et America's Most Wanted. Il a également été présenté sur The Oprah Winfrey Show et 48 Hours (en). En 2022, aucune arrestation n'a été effectuée et l'affaire demeure non résolue.

## Une jeune femme sans histoires
Au moment de sa disparition, Tara Calico était une étudiante de 19 ans à la silhouette athlétique (1,74 m pour 54 kg) native de Belen au Nouveau-Mexique. Ses parents David et Patty Calico avaient divorcé pendant son enfance et Tara était partie vivre non loin avec sa mère dans une ville jouxtant Belen du nom de Rio Communities (en). Patty s'était remariée en 1975 avec John Doel et avait donc prit le nom de Patty Doel. De leur union était née Michele. En plus de sa demi-sœur, Tara avait également un frère aîné, Chris Calico.
Cette séparation n'avait pas perturbé Tara qui entretenait de bons rapports avec son beau-père et qui portait beaucoup d'affection à Michele. De plus, Tara menait une adolescence épanouie : élève studieuse à la faculté de psychologie de l'Université du Nouveau-Mexique (section Valencia), elle y avait rencontré son petit ami, Jack Cole, avec qui elle partageait sa passion pour le sport et les randonnées à vélo dans la nature désertique des environs. Elle avait lié de solides amitiés depuis le lycée et était très appréciée, autant pour sa gentillesse que pour que sa ponctualité et son sens aigu de l'organisation, comme en témoigneront ses camarades, professeurs et employeurs (car Tara travaillait également à temps partiel dans une agence bancaire de la ville.)

## Disparition
Le mardi 20 septembre 1988, Tara se leva à 9 h avec l'idée de démarrer la journée par une balade à vélo. L'un des pneus de sa bicyclette étant à plat, Tara obtint l'autorisation de sa mère d'emprunter le sien, un vélo de montagne à dix vitesses de couleur rose fluo qu'elle enfourcha dès 9 h 30 pour partir rouler du côté de la Nationale 47 (en). C'était une route que Tara connaissait puisqu'elle l'empruntait presque chaque matin, souvent en compagnie de sa mère. Cependant, Patty était devenue réticente à l'idée d'accompagner sa fille depuis qu'elle s'était sentie suivie et épiée par un automobiliste. Elle n'avait pas demandé à Tara de cesser ces balades mais lui avait fortement recommandé de s'équiper d'une bombe lacrymogène en cas d'agression, ce que sa fille avait refusé. Le matin de sa disparition, Tara avait même ironisé en demandant à sa mère de venir la récupérer en auto si elle n'était pas rentrée avant midi, ce afin d'être à l'heure à sa partie de tennis de 12 h 30 contre son petit ami.
Sa fille n'étant pas revenue à l'heure convenue, Patty partit la chercher à 12 h 5 le long de la Nationale 47 (en). Mais Tara était introuvable. Elle poursuivit néanmoins ses recherches en faisant deux allers-retours sans jamais l'apercevoir en bord de route. Elle fit même un crochet par l'hôpital afin de vérifier si Tara avait été admise à la suite d'un éventuel accident. Mais le personnel lui affirma qu'aucune personne correspondant à sa description n'avait été prise en charge ces trois dernières heures. Sentant l'inquiétude l'envahir, Patty rentra chez elle pour téléphoner et réunir quelques amis de sa fille afin de l'épauler dans ses recherches mais au bout de plusieurs heures aucun d'entre eux ne vit Tara dans les parages.
Patty se résolut alors à contacter les policiers du comté de Valencia qui se dépêchèrent sur les lieux de la disparition. Ce ne fut que le lendemain qu'ils découvrirent les traces de roues d'une bicyclette en bordure droite de la Nationale 47 (en), à plus de six kilomètres de Rio Communities (en) (et non loin de là où Tara a été vue pour la dernière fois lorsqu'ils en obtiendront le témoignage.) Dans une zone terreuse située à une centaine de mètres de la route, les policiers remarquèrent des traces de pas ainsi que plusieurs débris d'une cassette audio du groupe Boston et de la vitre avant d'un baladeur de marque Sony que Patty identifiera comme appartenant tous deux à sa fille. Ils trouvèrent également à proximité plusieurs cannettes vides de bière Milwaukee's Best (en) éparpillées au sol.
Dès lors, Patty avoua redouter aux policiers que sa fille avait été enlevée et qu'elle avait peut-être jeté ou fait tomber son walkman volontairement afin de laisser une trace de son rapt. Car de toute évidence, Tara était heureuse dans sa vie et n'avait aucune raison qui l'aurait poussée à se volatiliser. D'autant qu'elle avait de nombreuses choses prévues dans la journée (sa partie de tennis avec Jack à 12h30 suivie d'un cours à la fac à 15h30) et qu'elle n'avait rien emporté d'autre que son vélo et son baladeur.
Entre le 21 et le 23 septembre, les autorités passèrent les abords de la Nationale 47 (en) au peigne fin. Une bande d'individus fut auditionnée après avoir été surprise en train de boire des bières à l'arrière d'une camionnette. Mais la marque de leurs cannettes (Budweiser) était différente de celles retrouvées près des débris de la cassette audio. De plus, leurs différents alibis au matin du 20 septembre étaient solides. La police n'eut donc d'autre choix que de les relâcher.
Le samedi 24, les enquêteurs mirent la main sur les restes du baladeur cassé de Tara près de l'entrée du terrain de camping John F. Kennedy, au pied des montagnes arides Manzano (en) pourtant éloignées de 32 kilomètres du lieu de découverte des premiers débris. Durant tout le weekend, le bureau du shérif du comté entreprit plus de 300 reconnaissances aériennes et terrestres depuis cette zone jusqu'au Rio Grande. Mais les recherches, infructueuses, cessèrent le 27 septembre, les policiers préférant concentrer leurs efforts sur la collecte de témoignages avant que la mémoire de potentiels témoins - s'ils devaient en trouver - ne s'altère au fil des jours.
Pendant des semaines, famille, camarades de classe et amis de Tara ainsi que des centaines de bénévoles prirent la relève en quadrillant la zone à pied, à cheval, en véhicule et en avion privé sans jamais trouver la moindre trace de Tara ou d'un quelconque indice.

## Des témoignages assez précis
Au cours des semaines qui suivirent, les autorités retrouvèrent sept personnes prétendant avoir vu Tara le matin de sa disparition. Cinq d'entre elles signalèrent le comportement suspect d'un véhicule de couleur claire, sans doute un ancien modèle de Ford. Quatre de ces témoins furent même hypnotisés dans le but de tirer des détails enfouis dans leur inconscient, mais rien de concret n'en fut tiré. Toutefois, les différentes déclarations permirent de reconstituer le parcours de Tara avant qu'elle ne s'évapore.
Entre 9 h 30 et 11 h 15, Tara se trouvait à environ 27 kilomètres au sud de son domicile, non loin de la voie ferrée qui longe la Nationale 47 (en). Les policiers supposèrent que le trajet aller s'était déroulé paisiblement. Puis vers 11 h 15, Tara s'en était retournée afin de rentrer chez elle avant midi. À l'appui, le témoignage de deux employés d'un ranch qui vers 11 h 30 l'avaient vue sur la bicyclette rose de sa mère, roulant vers le nord le long de la Nationale. Un quart d'heure plus tard, trois hommes de retour d'une partie de chasse avaient aperçu Tara à vélo sur la voie inverse, remarquant à son passage qu'une camionnette blanche la suivait de très près. Selon leurs déclarations, Tara avait paru ne pas s'en rendre compte en raison des écouteurs de son walkman qu'elle avait sur les oreilles. De plus, la présence de Tara et de ce véhicule au comportement suspect fut corroboré par le témoignage d'un autre automobiliste qui avait assisté à la même scène étrange, cette fois à environ 8 kilomètres de Rio Communities (en). Le témoin avait affirmé que plusieurs occupants (du moins deux personnes) étaient à l'intérieur de ce qu'il avait décrit comme étant un camion blanc. Il est à ce jour le dernier homme connu à avoir vu Tara Calico.
Un mois plus tard, le 25 octobre, le shérif Lawrence Romero, sur la base de ce dernier témoignage, informa la population que leurs principaux suspects étaient deux hommes non identifiés. Le conducteur fut décrit comme un homme âgé entre 35 et 45 ans, de type caucasien avec des cheveux roux, mesurant au moins 1,80 m et pesant 90 kg, avec pour signe particulier d'apparentes pattes d'oie entre les yeux et les tempes. Le véhicule recherché serait un pick-up Ford blanc des années 1950 à 1960 de type Camper Shell (pick-up américain typique avec un arrière de camping-car) avec des enjoliveurs chromés, d'épais pneus et les lettres F-O-R-D écrites en lettres rouges brillantes. Sa plaque d'immatriculation commencerait par WBY ou WBZ et se terminerait par le nombre 6. La police fut submergée par des centaines d'appels de témoins prétendant avoir vu le chauffeur ou le véhicule. Elle entendit certains d'entre eux mais aucun des témoignages recueillis n'aboutit à une piste intéressante.

## Les différentes pistes

### Le Polaroid de la jeune femme et du petit garçon bâillonnés
Le 15 juin 1989, une photo Polaroid d'une jeune femme et d'un garçon non identifiés, tous deux bâillonnés avec du ruban adhésif noir, les mains apparemment ligotées dans le dos et couchés sur une pile de couvertures et d'oreillers dépareillés à l'arrière de ce qui paraît être un fourgon, fut retrouvée sur le parking d'une supérette à Port Saint Joe en Floride. L'auteure de cette découverte déclara aux policiers l'avoir ramassée après s'être garée sur une place de stationnement laissée libre par une fourgonnette Toyota blanche sans fenêtre. Elle décrivit le conducteur comme un homme d'une trentaine d'années (probablement dans les 35-39 ans) avec une moustache. La police mit alors en place des barrages routiers afin d'intercepter le véhicule — en vain. D'après des techniciens de chez Polaroid, la photo était très récente car le type de film utilisé n'avait pas été commercialisé avant mai 1989.
En juillet, la photographie fut rendue publique lors de l'émission A Current Affair (en). Patty Doel fut contactée par des amis pensant avoir reconnu Tara tandis qu'ils regardaient l'émission. D'autres téléspectateurs, des proches de Michael Henley, un enfant de neuf ans disparu lui aussi au Nouveau-Mexique cinq mois avant Tara, se manifestèrent auprès des policiers floridiens, supposant qu'il pouvait être le petit garçon sur la photo. Les parents de Tara et ceux de Michael prirent le premier avion pour la Floride et rencontrèrent des enquêteurs locaux qui les firent examiner le polaroid. Patty affirma être « convaincue » que c'était sa fille, notamment en raison de la présence d'une cicatrice sur la jambe identique à celle qui avait marqué Tara à la suite d'un accident de voiture. De plus, un exemplaire de My Sweet Audrina de V.C. Andrews, l'un des livres de chevet préférés de Tara, était posé en évidence près de la jeune femme bâillonnée. Il était question dans ce best-seller paru en 1982 d'une jeune fille hantée par le meurtre de sa sœur dans un bois mais aussi de thématiques sombres telles que le viol, le trouble de stress post-traumatique et l'autisme.
Scotland Yard analysa la photo et en conclut que la jeune femme était Tara Calico, mais une seconde analyse du Laboratoire national de Los Alamos vint contredire les Britanniques ; celle entreprise par le FBI ne fut pas concluante. Malgré une certaine ressemblance, il fut avancé que la forme des sourcils et la naissance du nez par rapport aux yeux dans la photo étaient différentes de celles de l'adolescente, sans toutefois exclure que le stress conséquent à de longs mois de captivité ait pu modifier les traits de son visage.
De son côté, la mère de Michael Henley déclara être « presque certaine » que le petit garçon du polaroid était son fils. Mais il s'avéra un an plus tard que ce n'était pas le cas : les restes de son enfant furent découverts en juin 1990 dans les monts Zuni (en), à environ 11 kilomètres du camping familial d'où l'on avait perdu sa trace en avril 1989 et à 121 kilomètres du lieu de disparition de Tara Calico. Les policiers établirent que le garçonnet s'était égaré et qu'il était mort d'hypothermie.

### La bande de voyous
En 2008, Rene Rivera, le nouveau shérif du comté de Valencia, rapporta avoir reçu des informations au fil des ans selon lesquelles deux adolescents auraient provoqué un accident en heurtant Tara Calico. Selon Rivera, les garçons - qui connaissaient les habitudes de Tara - étaient arrivés derrière elle en camion et l'avaient serrée de près afin sans doute de l'intimider. Mais ces derniers étaient finalement entrés en collision avec son vélo, la faisant chuter sur le bitume. Ils auraient ensuite décidé de l'emmener dans un endroit isolé avant de la violer, de la tuer et de cacher son corps ainsi que sa bicyclette. Rivera affirma connaître les noms des personnes impliquées mais que, sans corps, il ne pouvait les inquiéter. Il ne communiqua pas non plus les éléments l'ayant conduit à cette conclusion, se limitant à expliquer qu'il avait fait l'annonce dans l'espoir que cela persuaderait les auteurs ou toute personne disposant d'informations sur le lieu de dépose du corps de Tara de se manifester et de permettre aux familles Calico et Doel de faire leur deuil. Pourtant, ses déclarations lui valurent les foudres de John Doel qui clama que le shérif aurait dû s'abstenir de tout commentaire s'il n'était pas disposé à aboutir à des inculpations faute de preuves solides. En réalité, le shérif avait à sa connaissance le procès-verbal d'un incident laissé dans les documents de l'affaire Tara Calico, aujourd'hui disponible dans les archives publiques.
À l'intérieur de ce document, une section contient un entretien avec un homme d'un certain âge dénommé Henry Brown. L'interview, que certains qualifient d'aveux, avait été dirigée par le shérif adjoint Frank Methola à la demande de Brown, alors gravement malade (il est depuis décédé). 
Malheureusement, il n'y a pas de date fiable liée à cet entretien, bien qu'on suppose qu'il a eu lieu de nombreuses années après la disparition de Tara. Brown y raconte un moment passé avec une bande d'adolescents peu fréquentables du comté de Valencia menée par Lawrence Romero Jr., le propre fils de l'ancien shérif Lawrence Romero Sr., qu'il présentait comme un trafiquant de drogue ayant eu des vues sur Tara Calico. Un soir de fête chez Romero à laquelle il avait été invité peu de temps après la disparition de la jeune femme, Brown était descendu dans le sous-sol de son hôte. Il a dit y avoir vu ce qu'il pensait être le corps d'une femme enveloppé dans une bâche bleue. Dave Silva et un homme aux cheveux roux à l'identité inconnue avaient commencé par reconnaître que le corps était celui de Tara Calico avant de lui raconter comment ils s'y étaient pris pour l'enlever.
Sachant où trouver Tara ce matin du 20 septembre 1988, Silva et l'homme aux cheveux roux seraient montés dans un camion en compagnie de Romero Jr. et d'un certain Leroy Chavez. Tous les quatre auraient attendu le moment propice pour se placer derrière Tara et la renverser avant de la placer à l'arrière de leur véhicule et de l'emmener jusqu'à un endroit reculé où ils l'auraient violée à tour de rôle. Puis Romero aurait poignardé à mort Tara pendant que ses trois comparses la retenaient, lorsque celle-ci avait menacé de tout dire à la police. Lawrence Jr. aurait ajouté qu'ils avaient à l'origine dissimulé son corps sous un buisson, mais qu'à mesure que les recherches de Tara avaient pris de l'ampleur, ils étaient allés le récupérer afin de le cacher dans son sous-sol. Henry Brown a déclaré qu'à la fin de leur récit, les trois hommes l'avaient menacé de le tuer s'il révélait quoi que ce soit, d'autant que le père de Romero  - encore shérif à l'époque - était prêt à tout pour couvrir son fils dont il connaissait le forfait puisque, de leur propre aveu, ce dernier les avait aidés à dissimuler le crime.
Henry Brown a affirmé également qu'il savait Tara Calico en couple non pas avec Jack Cole mais avec un petit voyou du nom de Jeff Abita, ce qui aurait dissuadé Romero Jr. de tenter sa chance auprès de Tara et d'entrer ainsi en conflit avec ce dernier. Cette affirmation, bien qu'elle pouvait expliquer la volonté de Romero Jr. à assouvir ses pulsions envers Tara en toute impunité (si tant est que lui et ses compagnons étaient réellement coupables et complices de viol et de meurtre), fut très contestée par les proches de Tara qui ne l'avaient jamais vue en compagnie de cet homme connu pour son passif de petit trafiquant de drogue. De plus, il ne leur paraissait pas très crédible que la Tara saine, studieuse et sportive qu'ils connaissaient se soit amourachée d'un tel individu.
Mais qu'elles fussent vraies ou non, les confidences de Henry Brown étaient arrivées trop tardivement pour être confrontées aux déclarations des personnes incriminées. Le 19 mai 1991, Lawrence Romero Jr. avait été retrouvé mort dans le mobile-home qu'il partageait avec sa mère près de Belen. L'enquête, menée à l'époque par le shérif du comté de Valencia Anthony Ortega, en avait conclu à un tir malencontreux qu'il s'était infligé lui-même avec son revolver. Une explication accidentelle que son père avait rejetée en bloc, avançant que le témoignage d'un voisin ayant entendu Lawrence Jr. se disputer avec un homme avant que le coup de feu ne retentisse n'avait pas été pris en compte. À la suite de ce drame, les rumeurs étaient allées bon train dans la ville, certains théorisant sur le fait que le fils du shérif, empli de remords sur le viol et le meurtre de Tara, s'était suicidé. On parla même d'une lettre de confession qu'il avait laissée et qui aurait disparu, détruite immédiatement par son père après sa découverte. Pourtant, à cette époque, Lawrence Romero Sr. avait déjà rendu son étoile et ne faisait pas partie des enquêteurs arrivés en premier sur les lieux. Une quelconque connivence du nouveau shérif demeurait elle aussi peu probable tant sa conduite de l'enquête fut vertement critiquée par son prédécesseur qui opposa un recours auprès du District Attorney, convaincu que son fils avait été assassiné. Néanmoins, l'hypothèse d'un crime couvert par la police locale alimenta pendant longtemps les commérages de la petite ville de Belen où presque tout le monde se connaissait.
Un autre homme nommé Donald Dutcher informa également la police en 2013 qu'un suspect lui avait avoué leur crime odieux sans pour autant lui avoir donné la moindre indication sur l'emplacement exact du corps de Tara.
Le temps qui passe depuis la disparition de Tara Calico augure de moins en moins la possibilité qu'un complice inconnu se présente un jour dans un commissariat pour dire enfin ce qu'il s'est passé le matin du 20 septembre 1988 au sud de Belen, les autres protagonistes étant depuis décédés (Dave Silva s'est tué dans un accident de la route à Belen en 2008, Leroy Chavez est mort en 2019 à l'âge de 61 ans et l'ancien shérif Lawrence Romero Sr. en 2017 à 74 ans.)
Les policiers du comté de Valencia continuèrent de ne négliger aucune piste. Le rebondissement qu'ils attendaient eut lieu à plus de 2 000 kilomètres de là, chez leurs collègues de Floride.

### De nouvelles photographies
En 2009, vingt ans après que la photo Polaroid de la jeune femme et du petit garçon ait été retrouvée et diffusée dans les médias, le chef de la police de Port Saint Joe, David Barnes, reçut deux lettres datées respectivement du 10 juin et du 10 août de la même année, toutes deux postées depuis Albuquerque au Nouveau-Mexique.
La première contenait une photo imprimée sur du papier à photocopieuse présentant un jeune garçon aux cheveux châtain clair. Du feutre noir avait été passé au niveau de sa bouche, comme si elle était recouverte du même ruban adhésif que celui utilisé sur la photo de 1989. La deuxième lettre contenait la même photographie mais sans aucun badigeonnage.
Le 12 août, The Star — le journal local de Port Saint Joe — reçut une troisième lettre, également oblitérée à Albuquerque le 10 août et présentant un garçon avec une fois encore du marqueur noir appliqué sur la bouche.
Il n'a jamais été communiqué s'il s'agissait ou non du même garçon que celui sur les clichés envoyés à la police. On sait seulement qu'aucune des lettres ne contenait d'adresse de retour ou de note indiquant l'identité de l'enfant, ou laissant penser qu'il y avait un lien avec la disparition de Tara Calico. Tous ces nouveaux clichés furent tout de suite remis au FBI afin d'être étudiés.
Deux autres photographies Polaroid firent surface au fil des ans. La première fut trouvée près d'un chantier de construction à Montecito, en Californie. Il s'agit d'une photo de piètre qualité où l'on devine le visage flou d'une jeune femme brune avec du ruban adhésif couvrant sa bouche et couchée sur une étoffe rayée de blanc et de bleu semblable à celle de l'oreiller du tout premier polaroid. Le cliché a lui aussi été pris sur un film qui n'a été commercialisé qu'à partir de juin 1989. La seconde photo montre une femme portant des lunettes, attachée et bâillonnée avec des bandelettes de gaze, la tête renversée en arrière. Un homme au visage découvert est assis à côté d'elle dans un train Amtrak probablement abandonné, en train de la narguer. Le film utilisé sur ce polaroid n'était disponible que depuis février 1990. De nombreuses autres photographies aussi sordides et parfois macabres furent également montrées à Patty Doel et sa fille Michele afin d'identifier Tara. Mais ces deux photographies — ainsi que celle de 1989 — sont à ce jour les seules à ne pas avoir été exclues par la famille Doel.

## Suites
Patty Doel et son mari ont été très affectés par la disparition de Tara. Sans doute parce qu'il existait un espoir – même infime – que Tara était toujours en vie, ils ont entretenu son souvenir pendant de nombreuses années en gardant sa chambre intacte, la garnissant de cadeaux à chaque fête de Noël et d'anniversaire passée sans elle. Afin de trouver davantage de sérénité, le couple a finalement quitté le Nouveau-Mexique pour s'installer en Floride.
Après avoir subi plusieurs accidents vasculaires cérébraux, Patty est décédée en 2006 sans jamais avoir su ce qui était arrivé à sa fille — tout comme le père de Tara, décédé en 2002. Cependant, avec les progrès de la technologie, Chris Calico, Michele Doel et John Doel espèrent toujours qu'ils découvriront un jour la vérité.
Le bureau du shérif du comté de Valencia n'envisage plus de tirer la moindre piste à partir des différentes photographies. Il travaille avec le FBI dans l'enquête auprès de suspects vivant dans les environs, compte tenu des informations fournies il y a des années selon lesquelles Tara aurait été tuée par des habitants de Belen. Il est d'ailleurs conforté en cela par des rapports de témoins affirmant qu'avant sa disparition, Tara avait été suivie et qu'il lui était arrivée de retrouver des mots menaçants placardés sur son véhicule.
En octobre 2013, un groupe de travail de six personnes a été créé pour réenquêter sur cette étrange disparition mais les résultats ne furent pas probants pendant les années qui suivirent.
Le 1er octobre 2019, le FBI a annoncé qu'il offrait une récompense pouvant aller jusqu'à 20 000 dollars pour des détails précis susceptibles de conduire à l'identification ou à la localisation de Tara Leigh Calico et des informations menant à l'arrestation et à la condamnation des responsables de sa disparition. Il a également publié une photographie de Tara vieillie par ordinateur au cas où elle serait encore en vie.
En septembre 2021, le bureau du shérif du comté de Valencia et la police d'État du Nouveau-Mexique ont publié un bulletin indiquant qu'ils avaient une nouvelle piste dans l'affaire et qu'une résidence privée du comté a été l'objet d'un mandat scellé, sans toutefois donner de détails.
Selon le blog taracalico.com, le bureau du shérif Denise Vigil du comté de Valencia a annoncé le 13 juin 2023 une découverte déterminante pour l'enquête. Lors de cette conférence de presse, les enquêteurs ont affirmé savoir ce qui est arrivé à Tara et qui l'a assassinée ; ce même juin, l'affaire a été envoyée pour examen au procureur du district, qui doit déterminer s'il dispose de suffisamment de preuves pour obtenir une mise en accusation. Les noms des personnes d'intérêt sont sous scellés et ne seront rendus publics qu'avec la mise en accusation par un grand jury,.